# Morisonia
Morisonia, biljni rod u porodici kaparovki. Sastoji se od dvije vrste iz Antila i Južne Amerike.
U rod Morisonia neki uključuju brojne vrste čiji se rodovi danas vode kao njegovi sinonimi. Tipična je Morisonia americana L. Rod je opisan u Species Plantarum 1: 503. 1753. (1 May 1753)

## Vrste
1. Morisonia americana L.
2. Morisonia oblongifolia Britton

## Sinonimi
Na popisu Kew–a
- Acanthocapparis Cornejo
- Anisocapparis Cornejo & Iltis
- Atamisquea Miers ex Hook. & Arn.
- Belencita H.Karst.
- Breynia L.
- Calanthea (DC.) Miers
- Caphexandra Iltis & Cornejo
- Capparicordis Iltis & Cornejo
- Capparidastrum (DC.) Hutch.
- Colicodendron Mart.
- Cynophalla J.Presl
- Hermupoa Loefl.
- Hispaniolanthus Cornejo & Iltis
- Intutis Raf.
- Linnaeobreynia Hutch.
- Mesocapparis (Eichler) Cornejo & Iltis
- Monilicarpa Cornejo & Iltis
- Muco Loefl.
- Neocapparis Cornejo
- Octanema Raf.
- Pleuteron Raf.
- Preslianthus Iltis & Cornejo
- Quadrella (DC.) J.Presl
- Roemera Tratt.
- Sarcotoxicum Cornejo & Iltis
- Stephania Willd.
- Steriphoma Spreng.
- Stuebelia Pax
- Uterveria Bertol.